# Pterolophia mortoniana
Pterolophia mortoniana là một loài bọ cánh cứng trong họ Cerambycidae.